# آدام بارت
آدام بارت (انگلیسی: Adam Barrett؛ زادهٔ ۲۹ نوامبر ۱۹۷۹) بازیکن فوتبال اهل بریتانیا است.
از باشگاه‌هایی که در آن بازی کرده‌است می‌توان به باشگاه فوتبال کریستال پالاس، باشگاه فوتبال منزفیلد تاون، باشگاه فوتبال گیلینگام، باشگاه فوتبال ساوتند یونایتد، باشگاه فوتبال ای‌اف‌سی بورنموث، باشگاه فوتبال بریستول راورز، باشگاه فوتبال ای‌اف‌سی ویمبلدون، باشگاه فوتبال پلیموث آرگیل، و باشگاه فوتبال لیتون اورینت اشاره کرد.